# 도료

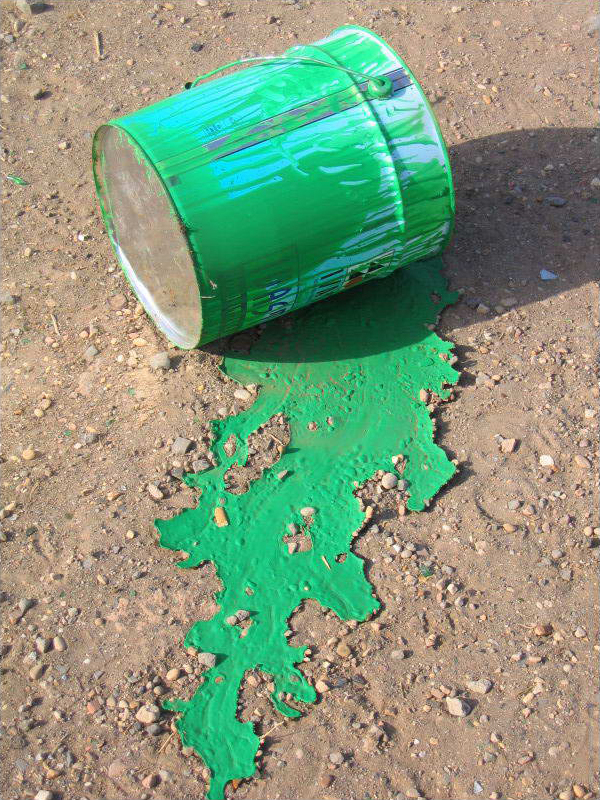
땅에 달라붙은 초록 빛깔의 도료

도료(塗料)는 물체의 표면을 덮어씌워 표면을 보호하거나 아름답게 하는 소재이다.
고대 이집트 시대부터 시행되어 왔으며, 현재 널리 사용되고 있는 바니시란 이름도 당시 천연수지로부터 바니시를 만드는 기술이 발견되고 그것이 아름다운 아마색(亞麻色)의 광택을 주기 때문에 당시의 미희 바니시의 이름을 따서 붙여진 것이라고 한다. 오늘날에는 일상 대하는 것으로, 그 종류도 매우 많아 도장이나 표면 가공이 일반화되어 있다.

## 역사
2001년, 2004년에 남아프리카 고고학자들은 100,000년 된, 인간이 만든 황토색의 혼합물의 블롬보스 동굴에서 도료와 비슷한 것을 사용한 발견물에 대해 보고하였다.

## 바니시(varnish)
아마인유나 동백기름과 같은 식물유를 적당량 플라스크에 담고, 여기에 약 10분의 1 정도의 송지(松脂：rosin)를 넣어 서서히 열을 가하면서 용해한다. 잘 저으면서 온도를 올리면 180°C 전후에서 액은 조청빛으로 되고, 점차로 점도가 높아진다. 액이 겔화(gel化：固溶化)되기 전에 점도가 상당히 높아졌을 무렵 불을 끄고 식힌다. 이것을 시너(thinner)로 녹여 희석하면 대표적인 도료용 바니시(oilvarnish)가 된다.

## 도료의 조건
바니시처럼 기름에 천연수지를 녹이고 가열해서 만든 것이 어떻게 도료로서 사용되는가를 생각해 보자. 물체의 표면을 덮어 씌우기 위해서는 먼저 도료 자체가 그 물체에 대해 밀착성이 좋아야 하고, 둘째는 건조하면 얇은 피막을 만들고 또한 표면이 굳어져야 한다. 바니시로 사용되는 기름은 반(半)건성유나 건성유로, 탄소수가 16∼18인 유지(油脂)이고, 그 탄소－탄소 결합 중의 1∼2개가 이중결합된 것이다. 이와 같은 이중결합을 이룬 기름을 공기 중에 장시간 방치하거나 가열하면 이중결합이 풀려 기름의 분자가 서로 일렬로 결합되어 고분자 화합물이 되는 성질이 있다. 더욱이 유지가 가지고 있는 지방산과 글리세린 부분과의 에스테르 결합은 목재에 대해 친화성이 풍부하기 때문에 반건성유나 건성유는 미리 가열 처리한 후 목재 등의 표면에 바르면, 그 표면을 덮는 동시에 잘 밀착하는 성질이 있다. 도료의 또 하나의 성분인 천연수지는, 큰 화합물이며, 탄소가 고리 모양으로서 연결되어 있다. 기름에 녹이면 잘 융합하며, 도료에 대해 굳고 강하게 되는 성질을 갖게 한다. 이상과 같이 도료로서 필요한 성질을 종합하면,
- 면을 만들기 쉬울 것,
- 피막에 굳기·세기·아름다움이 있을 것,
- 도포(塗布)하면 소재에 대해 밀착하기 쉬운 원자단을 가지고 있을 것 등의 세 가지 조건이 필요하다. 고대의 바니시로부터 현대의 합성수지를 사용한 도료에 이르기까지, 모두 이와 같은 성질을 가지는 재료를 골라, 도포하는 소재에 대응하는 다양한 종류의 도료가 사용되고 있다.

## 옻칠
바니시 이외의 대표적인 천연도료로서 우리나라에서는 예부터 옻칠이 사용되었다. 옻칠은 옻나무에서 수액을 채취, 수액 중에서 수지상 물질을 모아 처리한 것이다. 옻칠은 일반적으로 나무를 소재로 한 식기나 상자 등의 가구, 사찰 건축물의 도료 등으로 사용되어 왔는데, 그 소재가 되는 나무가 다 썩었어도 도료로서의 옻칠은 그대로 남아 있을 정도로 그 질이 매우 훌륭한 것이다. 이와 같은 성질은 어디서 오는 것일까. 옻칠의 주성분은 우루시올(urushiol)인데, 그 분자는 2종류의 페놀에 탄소수가 10여 개인 가지가 붙어 있고, 또한 그 가지에 탄소－탄소의 이중결합을 가지고 있다. 옻칠을 바르면 건조되는 과정에서 천연으로 함유되어 있는 효소가 작용하고, 우루시올의 분자가 굳게 결합하여 면상(面狀)의 고분자를 만든다. 이 결합은 우루시올의 탄소의 측쇄(側鎖)가 있는 곳에서도, 또 페놀의 수산기가 있는 곳에서도 이루어지는 것으로 일반적으로 추측되고 있다. 건조한 옻칠의 고분자의 구조를 보면 탄소의 측쇄 부분과 벤젠핵 부분이 규칙적으로 결합되어 있어, 옻칠 특유의 성질을 지니고 있는 것이다. 또 수산기가 함유되어 있기 때문에 목재에 친화성과 밀착성을 주고 있다.

## 합성도료

### 합성도료
오늘날에는 과학기술의 진보와 더불어 앞서 말한 천연도료 외에 합성고분자를 사용한 수많은 합성도료가 공업적으로 제조되고 있다. 여기서 그 대표적인 것을 들어 보기로 한다. 먼저 기름을 개량하여 보다 좋은 성질을 가지게 하려는 시도로서, 건성유에 무수말레인산 또는 스티렌을 반응시킨 것이 있다. 전자를 '말레인산 변성유', 후자를 '스티렌화유(styrene 化油)'라고 한다. 이들은 유지 중의 이중결합을 열어 무수말레인산이나 스티렌을 결합시켜 경도·강도 등을 적당히 조절한 것이다. 특히 잉크용 재료 등에 널리 사용되고 있다. 또 수지를 개량하여 막상(膜狀)으로 얇게 발랐을 때 잘 칠해지고 소재와 잘 밀착하며, 또한 강한 피막을 만들도록 하기 위해 합성고분자를 사용하기도 한다. 이와 같은 것으로는 폴리초산비닐계의 고분자를 사용한 것이 있다. 이것이 수성페인트로서, 주택의 벽 등에 널리 사용되고 있으나 내구성은 별로 좋지 않다. 마찬가지로 면에 잘 퍼지는 성질을 가진 합성고분자를 사용하는 것으로, 물에 균일하게 분산시켜 사용하는 폴리염화비닐계 고분자나 니트로셀룰로오스를 시너에 녹인 래커(lacquer) 등이 있다. 이상과 같은 합성도료는 이미 만들어 놓은 고분자를 시너 등의 용제(溶劑)에 녹여 칠하기 쉽게 해서 사용하는 것이다. 따라서 완성된 도료의 피막은 이것을 바르기 쉽게 하기 위해 사용한 용제에 잘 녹아야 한다.

### 반응성 합성도료
바니시나 옻칠과 같이 칠한 뒤 건조하는 동안에 분자가 반응하여 3차원적인 결합을 만들고, 면상(面狀)의 고분자막으로 되는 것은 다시 용제로 녹일 수가 없다. 합성도료로서도 이와 같은 성질의 것이 바람직하다. 이와 같은 성질의 합성도료도 여러 가지가 연구되어 있는데, 대표적인 것으로서 페놀수지·요소수지·멜라민수지 등 열경화성수지를 사용한 것이 있다. 또 글리프탈수지라고 하는 폴리에스테르계의 고분자를 사용한 것도 있다. 글리프탈수지는 프탈산과 글리세린이 반응하여 고분자화한 것으로, 여기에 다시 유지 중의 지방산이 첨가된 것이다. 이것은 같은 폴리에스테르계의 텔레프탈산과 에틸렌글리콜로 이루어지는 테트론과는 달리 분자가 구불구불하게 엉겨 있고, 또한 비교적 긴 가지를 가지고 있다. 이와 같은 구조로 인해 면상으로 퍼져서 굳으며, 휘어지기 쉬운 성질을 가지게 되는 것이다. 천연수지인 옻칠의 구조와 비교해서 매우 흥미 있는 일이다. 이와 같은 글리프탈수지 도료는 자동차의 도료로 널리 사용되고 있다. 페놀·멜라민·요소수지를 도료로서 사용할 때는 건성유나 기타 유용성의 비닐화합물과 반응시켜 도포하고, 도포한 후 가열하여 3차원적으로 고분자화한다. 아크릴수지 도료도 반응하는 고분자를 이용한 것으로, 아크릴산·아크릴산에스테르·메타크릴산 및 에스테르에스티렌 등의 모노머를 가해 중합시킨 고분자를 주체로 하고 있다. 그리고 다시 여기에 메틸화멜라민 등을 가해, 도포 후 가열·건조하면 아크릴산의 카르복시기와 메티롤기가 반응하여 막상고분자화한다. 이 밖에, 반응하는 합성고분자 도료로서는 에폭시수지 도료·우레탄수지 도료 등 많은 것이 사용되고 있다.

## 도장법
도장의 가장 간단한 방법으로서는 솔로 칠하는 방법이 있다. 그러나 오늘날에는 이와 같은 방법 이 외에 도료의 성질을 이용하는 효과적인 방법이 고안되어 있다.

### 스프레이법과 정전도장법
배·자동차·전차 등과 같은 대형의 것에서는 솔로써 일일이 칠하기가 곤란하므로 도료를 가압공기로 스프레이(분무)하는 방법이 이용된다. 이보다 더욱 개량된 방법으로는, 도료와 도포물에 각각 양음의 전하를 줌으로써 도포하기 쉽게 하는 방법이 이용된다. 이것이 정전도장법으로서, 가정용의 전기제품 등에도 널리 이용되고 있다.

### 전착도장법
정전도장의 결점은 정전기가 볼록한 부분에 잘 모이므로, 볼록한 부분에는 두껍게, 오목한 부분에는 얇게 칠해지는 경향이 있는 점이다. 현재 이 결점을 개량한 방법으로 전착도장법이 사용되고 있다. 이 방법은 마치 도금을 하는 것처럼, 도포물을 수용성 도료 속에 담그고 전압을 걸어 도포하는 방법이다. 이 방법에 사용되는 도료는 수용성이어야 하며, 전하를 가져야 한다. 도료분자는 수용액 속을 이동하여 대전되어 있는 도포물의 표면에 부착한다. 도료가 일단 부착하면 전하를 잃어 재차 도료가 부착하지 않게 된다. 그 때문에 울퉁불퉁한 표면을 가지고 있는 물체도 균일하게 칠할 수가 있는 것이다.

## 같이 보기
- 안료
- 염료